# Деніс Невілл
Деніс Невілл (англ. Denis Charles Neville, 6 травня 1915, Нортгемптон — 11 січня 1995, Роттердам) — англійський футбольний тренер.

## Кар'єра тренера
Розпочав тренерську кар'єру 1948 року, очоливши тренерський штаб данського клубу «Оденсе».
1950 року отримав запрошення від італійської «Аталанти», де змінив на тренерському містку команди Джованні Варльєна. У сезоні 1950/51 допоміг бергамцям зберегти місце у вищому італійському дивізіоні.
Протягом 1952–1953 років працював головним тренером бельгійського «Берхема», після чого протягом сезону очолював тренерський штаб  роттердамської «Спарти».
Надалі знову працював в Нідерландах — спочатку з клубом «АДО Ден Гаг» (1963–1964), а згодом очоливши місцеву національну команду. Дебютував як головний тренер нідерландської збірної 30 вересня 1964 року у програній 0:1 товариській грі проти сусідів-бельгійців. Наступного місяця очолювані Невіллом нідерландці здолали з рахунком 2:0 збірну Албанії в рамках відбору на чемпіонат світу 1966. Утім решту відбору команда англійського тренера провалила, здобувши лише нульові нічиї у домашніх іграх проти Швейцарії і Північної Ірландії та програвши, також з однаковим рахунком 1:2, гостьові протистояння з цими командами. Після останньої гри кваліфікаційного турніру, який Нідерланди завершили на передостанньому, третьому, місці у своїй групі, Невілл залишив цю національну команду.
Останнім місцем тренерської роботи був англійський нижчоліговий «Кенвей Айленд», головним тренером команди якого Деніс Невілл був з 1966 по 1967 рік.
Помер 11 січня 1995 року на 80-му році життя у місті Роттердам.

## Титули і досягнення
- Чемпіон Нідерландів (1):

«Спарта»:  1958–59
- Володар Кубка Нідерландів (2):

«Спарта»:  1957–58, 1961–62